# Huile à barbe
Une huile à barbe est un soin cosmétique servant notamment à hydrater la peau présente sous la barbe, et la barbe elle-même, pour la rendre plus douce et soyeuse.
Composées d'un mélange d'huiles végétales (huile de jojoba, huile d'argane, huile de coco, huile de pépins de raisin, huile de chanvre) et d'huiles essentielles, les huiles à barbe imitent les huiles produites naturellement par la peau telles que le sébum, et permettent également de parfumer la barbe.